# Joan Peana
Joan Peana   (l'Alguer, 26 de novembre de 1912 - l'Alguer, 17 de gener de 2007) fou un sacerdot i promotor cultural de l'Alguer, on es va dedicar a l'ensenyament del català.

## Biografia
Fill de pagesos benestants que posseïen terres entre Cala Llonga i els Tres Eligues, estudià al Seminari Tridentí de l'Alguer, teologia a la Universitat Pontifícia Gregoriana de Roma i dret i filosofia a la Universitat Estatal de Roma. El 1936 fou habilitat per a fer de mestre i el 1940 fou ordenat sacerdot. Durant 25 anys fou secretari particular i cerimonier del bisbe Adolf Ciucchuni. Alhora que treballava donant classes a la Universitat de Sàsser va fundar un liceu privat a l'Alguer.
Ha donat diverses conferències de caràcter cultural arreu de Catalunya per tal d'enfortir els lligams culturals entre Catalunya i l'Alguer, sobre història i legislació lingüística a Itàlia i a Sardenya. El 1960 fou un dels protagonistes actius del "Retrobament" gràcies a la seva amistat amb l'alcalde alguerès, Fidel Cillian. Cap als anys 1980, amb Josep Sanna, Francesc Manunta i Antoni Nughes van fundar l'Escola d'Alguerès Pasqual Scanu per a formar docents i el 1983 va publicar l'estudi L'Alguer, la llengua i l'escola: un projecte per al futur. El 1984 fou un dels organitzadors de les Festes Populars de Cultura Pompeu Fabra i posteriorment va crear l'Ateneu Alguerès. El 1995 li fou atorgada la Creu de Sant Jordi en reconeixement de la seva tasca.

## Obres
- El projecte de llei nacional per a la tutela de les minories ètnico-lingüístiques a Itàlia (1986) a Segon Congrés Internacional de la Llengua Catalana.
- Catalunya i l'Alguer des del regnat de Pere III el Cerimoniós al compromís de Casp (1336-1412): conferència celebrada a Balaguer el dia 6 de juny de 1992, a càrrec de Mn. Joan Peana ...
- El fenomen del rotacisme en la parla popular algueresa d'avui a Estudis de lingüística i filologia oferts a Antoni M. Badia i Margarit, volum II. 1995